# Австрійське Примор'я
Австрійське Примор'я (нім. Österreichisches Küstenland, італ. Litorale Austriaco, словен. Avstrijsko primorje, хорв. Austrijsko primorje, угор. Osztrák Partvidék) або Küstenland (Litorale, Primorska) — коронна земля (Kronland) у складі Австрійської імперії (пізніше Австро-Угорщини), що існувала в 1813—1918 роках.
Австрійське Примор'є мало в своєму складі Імперське вільне місто Трієст і його передмістя, Істрійське маркграфство, і Князівське графство Гориці і Градишки, кожно з них мало незалежну адміністрацію, але всі були підзвітні імперському губернатору в Трієсті, столиці Австрійського Примор'я.
Трієст мав стратегічне значення для Австро-Угорщини як морський порт, а узбережжя було знане як Австрійська Рив'єра. Регіон був багатонаціональний, населений італійцями, словенцями, хорватами, німцями, фріуліанцями і істророманцями. На 1910 р. площа становила 7969 км². і населення 894287.
Область в кордонах Австрійського Примор'я під ім'ям Операційна Зона Адріатичного Узбережжя (Adriatisches Küstenland) була однією з операційних зон німецьких військ під час Другої світової війни, після капітуляції Італії у вересні 1943 року до кінця війни.

## Історія
Габсбурзька монархія, отримала владу над портами Трієст і Фіуме (Рієка) на північному узбережжі Адріатичного моря в 1382 і 1474 відповідно, проте вони мало мали влади щоб закріпитись або збільшити свою владу в Австрійському Примор'ї. Перевага Венеційської Республіки на Адріатиці і загроза розширення Османської імперії давало мало можливостей Габсбургам для збільшення своєї території. Міста зберегли свою самостійність до 18 століття.
У 1719, Трієст і Фіуме були оголошені вільними портами. У 1730 році адміністрація Австрійського Примор'я була об'єднана і посаджена в Трієсті.
Проте, в 1775 році, Йосиф II розділив управління портами, Трієст — став австрійським портом, Фіуме — частиною Угорського королівства. Незабаром після того, Трієст був об'єднаний з територією Гориця і Градишка.
Під час наполеонівських війн, Габсбурзька монархія, отримала венеційські земелі Істрійського півострова і острови в затоці Кварнер згідно з Кампо-Формійським миром у 1797.
Незабаром, Австрійське Примор'є і всі нові території Австрійської імперії в Адріатичному морі були втрачені на користь французької маріонеткової держави — Італійське королівство згідно з Прессбурзьким миром у 1805. Згідно з Шенбруннським договором потім перейшли до складу Іллірійських провінцій, які були безпосередньо під владою Франції.
З 1816, Австрійське Примор'я була частиною Австрійської імперії в складі Іллірійського королівства.
У 1822 році, Фіуме і Хорватія були відокремлені від території і відійшли до Угорського королівства (і з 1849 в Хорватії).
У 1849, Іллірійське королівство було скасоване і Австрійське Примор'я стало окремим коронним краєм з губернатором в Трієсті. Він був офіційно поділен на Імперське вільне місто Трієст, Істрійське маркграфство і князівське графство Гориця і Градишка.
У 1861, Гориця і Градишка й Істрія стали окремими адміністративними одиницями, а в 1867, Трієст отримав особливий статус також.
Після розпаду Австро-Угорщині, Австрійське Примор'є входить до складу Італії як частина регіону Венеція-Джулія. Після Другої Світової війни, в основному вона увійшла в склад в Другої Югославії.
Сьогодні Хорватія і Словенія поділили територію, Трієст відійшов до Італії.